# Jesse Cardoza
Jesse Cardoza est un personnage de fiction, héros de la série télévisée Les Experts : Miami. L'acteur américain Eddie Cibrian joue ce rôle à partir de la saison 8.

## Biographie
En 1997, Cardoza quitte la police de Miami pour aller à Los Angeles après qu'une affaire amène à la création de l'unité de police scientifique dirigée par Horatio Caine. Ce même jour est recrutée Calleigh Duquesne avec qui il travaillera brièvement.
En 2009, il revient à Miami dans l'équipe de Caine pour s'occuper de sa fille dont il ignorait l'existence jusqu'alors.
Dans le dernier épisode de la saison 8, lorsque tout le monde s'évanouit, on ne sait pas ce qu'il advient de lui mais dans les toutes premières minutes de la saison 9, on peut voir que Jesse, en tombant au sol, s'est ouvert le crâne... Il est déjà mort lorsque Natalia et Horatio essayent de le réanimer. À la fin de l'épisode, toute l'équipe fait une partie de basket sur la plage pour lui rendre hommage.

## Vie privée
On sait très peu de choses sur Jesse. Mais un jour, le véhicule que Calleigh lui avait prêté revient avec une différence kilométrique et elle lui demande des explications. Il finit par avouer qu'il s'est servi du véhicule pour suivre une femme qui vit avec un tueur en série sur lequel il enquêtait à Los Angeles. Le tueur en série a également tué la femme de Jesse et il s'agit donc d'une affaire personnelle.